# 若松市政
若松 市政（わかまつ いちまさ、1942年1月1日 - ）は、日本のプロレスラーおよび同マネージャー。政治家。北海道芦別市議会議員（通算6期）。リングネームは将軍KYワカマツ。
現役時代は主に国際プロレス、新日本プロレス、SWSで活躍。特にマネージャーとして率いたマシーン軍団は増殖型レスラーのパイオニアとして知られた。

## 来歴
中学卒業後に電気技師の資格を取得し、電気技術者を務めた後「自分を試したい」ということで港湾荷役作業者へ転職した後、1972年に国際プロレスに一般社員として入社。リング運搬や会場整備の傍らでトレーニングに励みながら1973年9月29日、31歳にして大位山勝三戦でプロレスラーとしてデビュー。
1979年8月26日に日本武道館で開催された『プロレス夢のオールスター戦』では第1試合のバトルロイヤルに出場、後にストロング・マシーンとして共闘する平田淳嗣とも邂逅した。
1981年に国際プロレスが崩壊すると、電気技師の資格を生かして電気工事の仕事をしながら資金を貯め、それを元手にカナダのカルガリーへ渡り、スチュ・ハート主宰のスタンピード・レスリングにて、大剛鉄之助のブッキングで悪役マネージャーのショーグン・KY・ワカマツ（Shogun KY Wakamatsu）として活躍。ホー・チン・ロー、ヒロ斎藤、ザ・コブラ、バッドニュース・アレン、ロン・スター、キューバン・アサシン、マッカン・シン、ブッチ・モファットなどのヒール勢をマネージメントし、彼らと組んで試合にも出場。ミスター・ヒト、アーチー・ゴルディー、ビッグ・ジョン・クイン、ダイナマイト・キッド、デイビーボーイ・スミス、ブレット・ハート、ジム・ナイドハートとも対戦した。
日本に帰国後、1984年8月よりマシーン軍団の悪役マネージャーとして新日本プロレスに参戦して悪党人気を博し、マシーン軍団解散後はアンドレ・ザ・ジャイアント、ケンドー・ナガサキ、ミスター・ポーゴの悪役マネージャーを務めた。1986年5月1日には両国国技館のメインイベントにてアンドレと組み、アントニオ猪木&上田馬之助とタッグマッチで対戦している。実況をしていた古舘伊知郎には「シンデレラ中年」と呼ばれ、マシーン軍団のマネージャーを務めていた頃には「悪の正太郎君」「地獄のお茶の水博士」と呼ばれた。
1990年のSWS設立に関して選手獲得などに動いたといわれ、SWS旗揚げ後は同団体内の道場である「道場・檄」の道場主に就任。ブッカーとしても活躍し、レスラーとしてもリングに上がっている。
SWS崩壊後は他のプロレス団体に参戦しつつ、1994年北海道に「道産子プロレス道場 元気」を設立。また、高野拳磁が主宰していたPWCにも協力。何かを念じただけで相手が吹き飛ばされる「空気投げ」を実現させた。次第にその「宇宙パワー」は増強されていき、リング上で座禅を組んで腕を広げただけで相手を悶絶させ、ついには指一本触れることなく失神に追い込んで勝利したこともある。公式記録は「大いなる宇宙のパワーによりKO勝ち」とのこと。
1999年、芦別市の市議会議員選挙において当選し、市会議員となった。その後は目立ったプロレス活動はしていないが、北海道でのインディー興行で挨拶したり、「道場・檄」時代からの縁で畠中浩旭の「ASIAN SPORTS PROMOTIONS」興行に選手として参戦して、健在ぶりをアピールする。
2007年12月31日に後楽園ホールで行われたプロレスサミットでは、芸タッグランブルに大日本プロレスのグレート小鹿とのタッグで出場し、勝利を収めた。
2015年4月26日に行われた芦別市議会議員選挙（第18回統一地方選挙）にて落選し、4期務めた市会議員の職を失った。
2018年6月19日、後楽園ホールで行われたスーパー・ストロング・マシーンの引退セレモニーに参加。白い衣装に赤いメガホンという往年の悪役マネージャーのスタイルで登場し、マシンの入場の先導役を務めた。
2019年2月、後楽園ホールで行われたプロレスリング・マスターズに選手として久々にリングに立ち、グレート小鹿、タイガー戸口との224歳トリオを結成した。最後は齋藤彰俊のスイクル・デスで敗戦。4月21日に行われた芦別市議会議員選挙（第19回統一地方選挙）にて、687票（立候補14人中3位）を獲得し当選。4年ぶりに市会議員の座に返り咲いた。
2022年8月11日、神奈川県保土ヶ谷公会堂で行われた湘南プロレス横浜大会「高杉正彦45周年＆息子・高杉祐希10周年記念特別試合」に出場。現役レスラーとして、松崎勝彦・マシンセブンと組み、高杉親子・雷神矢口組と対戦した。80歳7か月での出場は、同じ1942年生まれのグレート小鹿を超えプロレスラー国内最年長出場記録となり、同試合に出場した高杉正彦と共に数少ない国際プロレス出身現役レスラーとなった。
2023年4月23日に行われた芦別市議会議員選挙（第20回統一地方選挙）にて、380票（立候補14人中10位）を獲得し再選。
2024年、アジアンプロレスの5月29日熊本県天草市大会、5月31日宮崎県椎葉村大会、6月2日宮崎県高千穂大会へ出場した。

## 得意技
悪徳マネージャーとしての派手なパフォーマンスが目立つが、プロレスラーとしてはグラウンド技が主体の渋い堅実なファイトを展開するタイプである。
- 凶器攻撃

トレードマークとも言うべき鞭を使って叩いたり首を絞めたりする。また、リング周辺にある、ありとあらゆる物を凶器に使う。
- KYスペシャル

変形のコブラツイスト。自分の右脚を相手の左脚に引っかけて、スタンディングの状態で相手の上半身を横にねじりながら首と肩を極める。若松のオリジナルのフィニッシャー。
- 三角締め
- 腕ひしぎ逆十字固め
- 足4の字固め
- コブラクロー
- 若松ステップ

技ではないが若松がリング内外で見せる独特のムーブ。腿上げ運動のように脚を上げて独特のリズムでのし歩く。

## エピソード
- 悪役マネージャーとしてブレイクしたが、プライベートでは非常に真面目な人物でもある。国際プロレス時代にはレスラーとしてデビューした後も資材運搬やレフェリングを行い、資金や人材面で苦労した団体のために尽力していた。1980年には海外修行が予定され、7月20日の「'80ビッグ・サマー・シリーズ」芦別大会で菅原伸義との壮行試合が行われたが、国際プロレスがすでに経営難であることを分かっていた若松は海外修行を断り、国内に残留してレスラーと営業の二足のわらじで団体の立て直しに奔走することになった[14]。若松は芦別大会当日に地元の後援会から餞別をもらっていたため、国際プロレス崩壊後は北海道に戻るわけには行かず、資金を貯めた上でにカルガリーへ渡った後、将軍KYワカマツとして帰国することになる[15]。東京12チャンネル（現・テレビ東京）『国際プロレスアワー』のディレクターを務めていた田中元和は「国際プロレスが最後まで存続出来たのは若松のおかげだ」と述べている[16]。
- 国際プロレス時代は、結婚後は北海道に妻子を残し、単身赴任状態で埼玉県大宮市にあった合宿所に住み込みながら巡業に参加していた[17]。また、運動経験が無いまま国際プロレスに入門した冬木弘道の世話役を務め、若松が運転するリングトラックに冬木をよく同乗させていた[18]。
- 1976年9月13日早朝、大分県での資材運搬中に、台風のための土砂崩れにより家財道具を持ち出している家族に遭遇した。トラックを停めて作業を手伝ったところ、偶然、災害取材に来ていたNHKスタッフがその姿を見つけて、「プロレスの選手も地元民に応援して、必死の作業を続けております」と現場中継し、若松の姿が全国で放映された。しかし、本人は夢中で作業を手伝っていたため、後日関係者から聞かされるまで、放映されたことを知らなかったらしい[19]。
- 1980年3月31日に後楽園ホールで開催された「4大タイトルマッチ」の宣伝を、ラッシャー木村などの主力選手と共に銀座や八重洲で行った。その際若松は、交通警察官に対してビラを渡そうとしたが、交通警察官はビラの受け取りを当然拒否した[20]。
- 1981年3月25日、東京12チャンネル（現：テレビ東京）によるテレビ中継最後のシリーズとなった「'81スーパー・ファイト・シリーズ」最終戦岩手県陸前高田大会終了後に急性膵臓炎でダウンし緊急入院。4月2日に退院したが、その足で宣伝カーで一関市に乗り込んで次期シリーズである「'81ビッグ・チャレンジ・シリーズ」（5月13日に一関市体育文化体育館で開催）のポスター貼りをやった上で、単身運転し続けて東京まで戻った。
- 国際プロレス最後の興行となった北海道羅臼町大会の当日は、次期シリーズが予定されていた東北地方にて営業を行っていた。活動停止の連絡を受けた若松は、営業車を一人で運転し、車中で寝泊まりしながら東京まで戻った。その後は、誰もいなくなった合宿所から布団を持ち出して高田馬場にあった事務所で一人で寝泊まりしていたという[21]。
- 新日本プロレス参戦時には、白や赤のコスチュームに丸レンズのサングラスと山高帽、手にはムチと赤塗りの拡声器をトレードマークに暴れ回り、観客から巨大な「帰れ!」コールを受けるのが常だったが、それを逆手にとってコスチュームの背中に「K A E R E」の五文字を刺繍した。悪役ではあるがコミカルなキャラクターで、試合中は拡声器を通じて観客に悪役然としたセリフをがなり続け「ハゲ!」と野次られると「お前もいつかハゲるんだぞ!」と切り返すなどトークに軽妙さがあった。またアントニオ猪木に言い放った「お前を倒すのに3分もいらねぇ、5分で充分だ!」という台詞は語り草になっている。
- 新日本参戦時の1985年に「俺はKYワカマツだ 檄!」というレコードを出した事がある。レコードジャケットには「歌 若松市政」とあるが、内容はラップに近く、歌詞は「お前ら! 親孝行しろよ」など真面目な内容だった。
- マネージャー時代は試合に介入することも多々あり、レフェリーの山本小鉄とも乱闘を演じていた。
- 1985年7月25日に行われた新日本プロレス青森県むつ大会終了直後、若松はストロング・マシーン2号とストロング・マシーン3号を引き連れて日本陣営の宿舎まで出向き、「コラー、イノキー!」と叫びながら3人で猪木を襲撃した。その際猪木は「やつら（マシーン軍団）も影が薄くなってきて、焦っているんだろう。好き放題やりやがって。右のワキ腹はズキズキ痛むし、首のほうもちょっとやられたようだ」と怒り心頭だったという[22]。
- リングネームの「KY」とは、かつてカナダにKYという悪いジェネラルが実在しており、それにあやかってハート・ファミリーが命名したものである[14][2]。
- 2021年にテレビ朝日から猪木と共に「あいつ今何してる?」の出演依頼を受けた。若松は「あいつ今何してる?」の収録に臨んだが猪木は療養中であったため、猪木に関しては収録が見送られた。そのため、猪木と若松が出演する予定であった回はお蔵入りとなった[23]。
- スペル・デルフィンがアポロ菅原のYouTubeチャンネルに出演した際、デルフィンは若松から「これを飲めば、君は100メートル走を7秒で走れるぞ」と言われ、宇宙水なる物を売り付けられたことを明かした。デルフィンは「飲んだら自分が怖くなる」と思い、宇宙水の購入を断った[20]。

## マシーン軍団
将軍KYワカマツは「ストロング・マシーン」のマネージャーとして新日本プロレスに初登場し、後に「マシーン軍団」を率いて新日本マットを席巻した。